# Fei Yu-ching
Fei Yu-ching (chinês tradicional: 費玉清; chinês simplificado: 费玉清; pinyin: Fèi Yùqīng; nascido Chang Yen-ting 張彥亭; 张彦亭; Zhāng Yàntíng; Taipé, Taiwan, 17 de julho de 1955) é um ex-cantor e apresentador de televisão taiwanês. 

## Vida pregressa
Fei Yu-ching nasceu Chang Yen-ching em Taipé, Taiwan, em 17 de julho de 1955, filho de pais do continente, sendo o mais novo de três filhos. Sua irmã mais velha, Chang Yen-chiung (張彥瓊; 张彦琼; Zhāng Yànqióng) era uma cantora profissionalmente conhecida como Jenny Fei (費貞綾; 费贞绫; Fèi Zhēnlíng) antes de se tornar uma monja budista em 1991 com o nome de dharma Heng Shu (恆述法師; 恒述法师; héngshù fǎshī). Seu irmão mais velho, Chang Fei (張菲; 张菲; Zhāng Fēi) também é cantor e personalidade da televisão.

## Carreira
A carreira de Fei começou em 1973, e ele começou a construir uma grande base de fãs junto com seu irmão. Ele cantou várias músicas-tema para programas de televisão, algumas das quais foram mais bem-sucedidas do que os próprios programas. Ele cantou vários sucessos como "Yi Jian Mei", "Ode à Republica da China" e "Canção da Boa Noite" (晚安曲; Wǎn'ān Qǔ), composta pelo compositor taiwanês Liu Chia-chang. Esta música foi escolhida pela China Television para encerrar a transmissão de cada dia em 1979. É apelidada de "打烊歌" ("Canção de encerramento da loja"), que é tocada quando lojas e lojas de departamento estão prestes a fechar para o dia. Em 1996, no 7º Golden Melody Awards, seu álbum Canção da Boa Noite (晚安曲) ganhou o prêmio de Melhor Álbum de Mandarim e ele foi indicado ao prêmio de Melhor Cantor Masculino de Mandarim.
De 1993 a 1998, Fei apresentou o programa de variedades do horário nobre da Taiwan Television Lóng xiōng hǔ dì (龍兄虎弟) com seu irmão Chang Fei. Ele era bem conhecido por seu humor espirituoso, canto improvisado e imitações de celebridades no programa, pelo qual foi apelidado de "pássaro myna" (九官鳥). Ele passou a apresentar vários outros programas musicais de televisão, incluindo "Fēi shàng cǎihóng" (飛上彩虹), "Fei yue xing qi tian" (飛越星期天), "Jin xiao hua yue ye" (今宵花月夜) e "fei yu qing shi jian" (費玉清時間), bem como os premiados "Voz de Ouro, Prêmio de Ouro" (金嗓金賞) e "Fèiyùqīng de qīng yīnyuè" (費玉清的清音樂).
Em 2006, ele participou de um dueto, "Faraway" (千里之外), com Jay Chou lançado em seu sétimo álbum Still Fantasy. Em fevereiro de 2008, ele a apresentou durante o especial de Ano Novo Chinês da CCTV-4, cantando uma versão solo de "Faraway", que também foi apresentada por Chou mais tarde no programa.
Fei anunciou sua aposentadoria da indústria do entretenimento em setembro de 2018, afirmando que sua turnê de despedida estava programada para 2019. Ele realizou sua turnê de despedida em algumas cidades na China, Macau, Malásia, EUA, Canadá, Austrália, Cingapura, Hong Kong e Taiwan. Seu último show foi realizado em novembro em Taiwan.
Ele também concluiu as filmagens de seu programa de TV "Our Song" com seus aprendizes Timmy Xu e Ayanga em janeiro de 2020, que estava originalmente programado para antes de seu show, mas foi adiado devido a circunstâncias além de seu controle.
Em 2020, a música "Yi Jian Mei" (comumente conhecida pelo refrão "Xue hua piao piao" no Ocidente) se tornou um meme viral na internet que alcançou as primeiras posições na parada Viral 50 do Spotify em países como Noruega, Suécia, Finlândia e Nova Zelândia.

## Vida pessoal
Em 1981, ele ficou noivo de Chie Yasui, uma atriz japonesa, mas cancelou o casamento porque a família Yasui esperava que Fei entrasse em residência matrilocal, mudasse para a cidadania japonesa e desistisse de sua carreira em Taiwan. Ele permaneceu solteiro depois disso.